# پل میان‌گذر دریاچه پونچاترین
۳۰°۱۱′۵۹″ شمالی ۹۰°۰۷′۲۲″ غربی / ۳۰٫۱۹۹۷۲°شمالی ۹۰٫۱۲۲۷۸°غربی

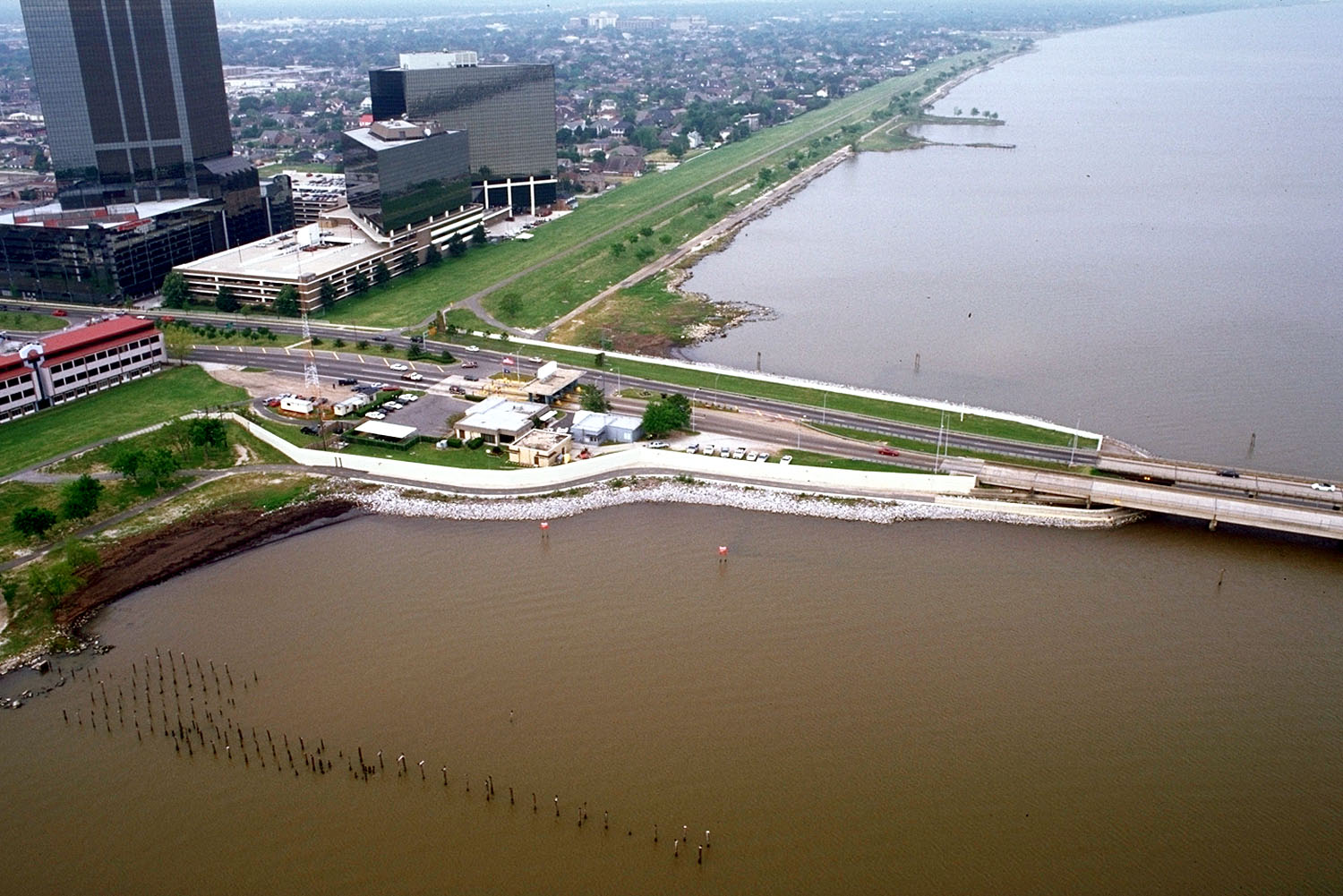

پل میان‌گذر دریاچهٔ پونچاترین (به انگلیسی: Lake Pontchartrain Causeway) یک پل بتنی ساخته شده در ایالت لوئیزیانای آمریکا است که بر روی دریاچهٔ پونچاترین در شمال نیو اورلئان قرار دارد. البته دقیق‌تر آنست که پونچاترین تالاب (مانند تالاب انزلی) نامیده شود، زیرا پونچاترین کم‌عمق (حدود ۳–۴ متر) بوده و به دریا نیز راه دارد. این پل از اتصال سازه‌های پیش‌ساختهٔ بتن مسلح ساخته شده‌است. ستون‌های پل، از لوله‌های توخالی بتنی (با روش فشرده‌سازی با گرداندن) ساخته شده‌اند و از میلگردهای فولادی برای ایجاد تنش فشاری در بتن در جدارهٔ این لوله‌ها استفاده شده‌است. سپس این ستون‌ها (شمع‌ها)، حدوداً ۹٬۰۰۰ عدد، به کف ماسه‌ای دریاچه کوبیده شده‌اند و قطعات پیش‌ساختهٔ بتنی استحکام یافته با روش پیش تنیدن (ایجاد تنش فشاری در بتن با استفاده از میلگردهای فولادی تحت کشش) بر روی این ستون‌ها (شمع‌ها) قرار داده شده‌اند. این پل ابتدا در سال ۱۹۵۶ به صورت دوبانده ساخته شده بود که جوابگوی حجم ترافیک نبود و در نتیجه در سال ۱۹۶۹ پلی عریض‌تر در موازات پل اولیه ساخته شد و هر کدام از پل‌ها به تردد یک سویه اختصاص داده شد. پل نو به طول ۳۸٫۳۵ کیلومتر از سال ۱۹۶۹ تا پیش از افتتاح پل Jiaozhou Bay Bridge در چین در سال ۲۰۱۱، طولانی‌ترین پل روی زمین نامیده می‌شد.
پیش از سال ۱۹۹۹، هزینهٔ استفاده از پل برای خودروها ۱٫۵ دلار برای حرکت از شمال به جنوب یا برعکس بود. اما پس از سال ۱۹۹۹، عوارض ۳ دلاری تنها برای عبور از شمال به جنوب پل وضع شد تا بر سرعت استفاده از پل افزوده شود.
بخش‌هایی فرعی از پل پونچاترین در طوفان کاترینا آسیب دید اما خود پل سالم ماند (تا حدودی به دلیل دوری از مرکز طوفان) و به یکی از مسیرهای مهم کمک‌رسانی تبدیل شد.

## نگارخانه

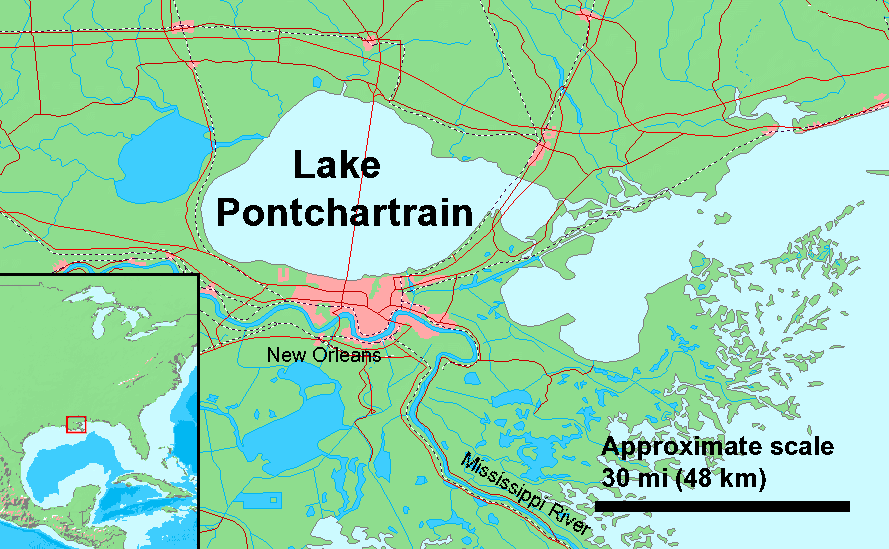
موقعیت پل پونچاترین
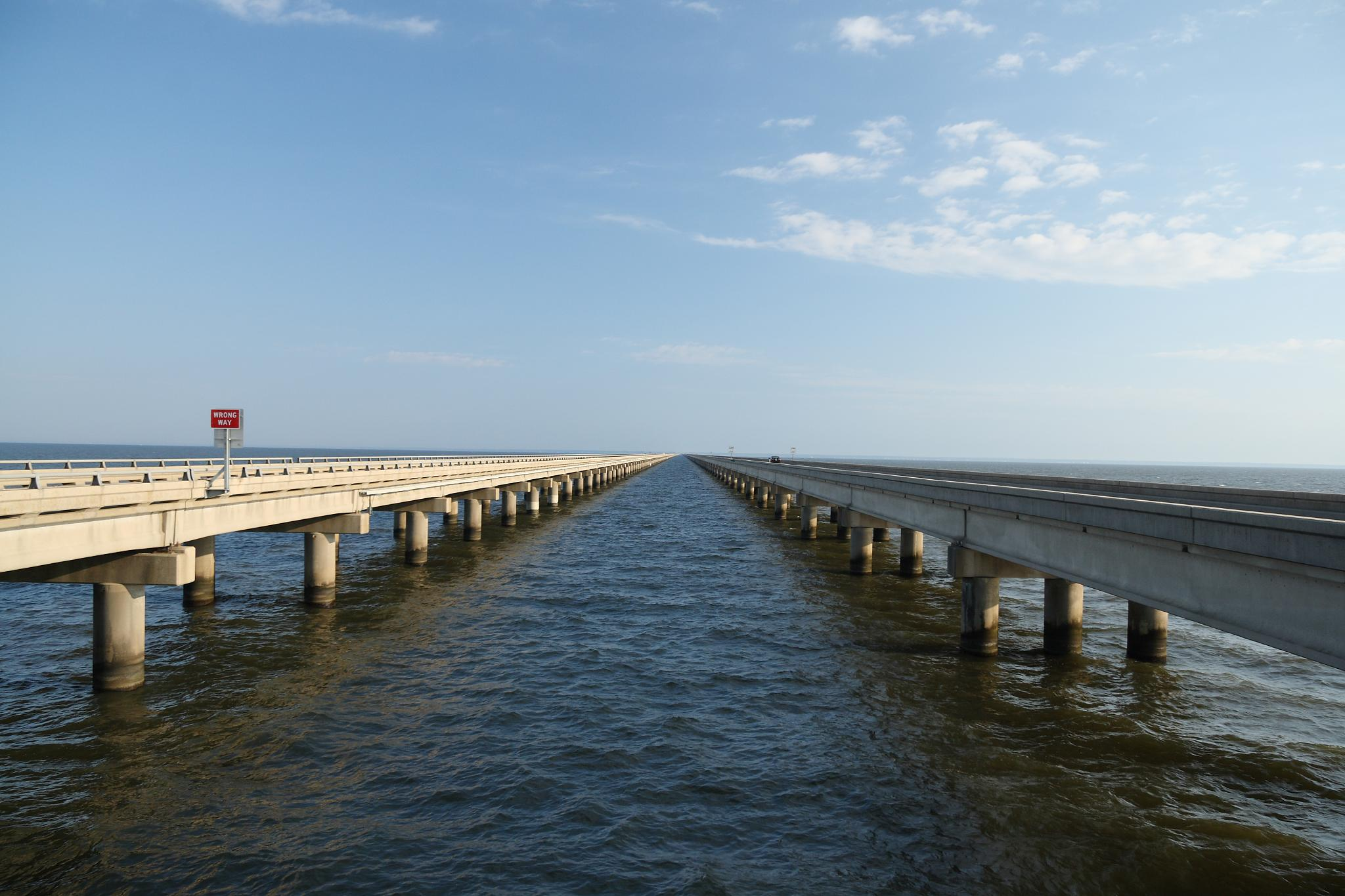
پل قدیمی (دو ستونه) و پل جدید (سه ستونه)